# Taylor Hall
Taylor Hall (Calgary, 14 de novembro de 1991) é um jogador profissional de hóquei no gelo canadense que atua como ala esquerda, atualmente no Chicago Blackhawks, da National Hockey League (NHL). Entrou na liga em 2010, tendo sido primeira escolha do draft pelo Edmonton Oilers, no qual jogou até 2016. Uma troca o enviou então para o New Jersey Devils, onde já no segundo ano teria sua melhor temporada (39 gols e 93 pontos) e venceria o Troféu Memorial Hart como melhor jogador da NHL, além de garantir sua primeira participação na pós-temporada. Durante a temporada 2019-20, foi trocado para o Arizona Coyotes, ajudando-os a vencer uma rodada dos playoffs. Após iniciar a temporada 2021 no Buffalo Sabres, pediu uma troca para o Bruins. Em junho de 2023, Hall foi adquirido pelo Chicago Blackhawks junto com Nick Foligno.